# Język zapytań
Język zapytań (ang.query language) – język stosowany do formułowania zapytań w odniesieniu do baz danych. W odpowiedzi uzyskuje się zestawienia danych, zwane raportami. Najbardziej znane języki zapytań to SQL oraz xBase.